# Требио дела Сконфита (Пезаро и Урбино)
Требио дела Сконфита је насеље у Италији у округу Пезаро и Урбино, региону Марке.
Према процени из 2011. у насељу је живело 65 становника. Насеље се налази на надморској висини од 138 м.